# 24時間テレビ27 愛は地球を救う
『24時間テレビ27 「愛は地球を救う」 あなたの夢はみんなの夢』（24じかんテレビ27「あいはちきゅうをすくう」 あなたのゆめはみんなのゆめ）は、日本テレビにて2004年8月21日（土曜日）19:45 - 8月22日（日曜日）21:34（JST）に生放送された27回目となる『24時間テレビ』である。

## 概要
アテネオリンピック中継のため土曜19:30 - 日曜21:24の予定だったが、直前のアテネ五輪野球日本代表の試合の延長とチャリティーマラソンが延長したため、それぞれ枠が変更された。
メインパーソナリティーは嵐が初めて担当。チャリティーマラソンランナーには杉田かおるが選ばれた。
この年は「中井正広のブラックバラエティ」の制作陣を中心としたスタッフ構成であったため、これに関わる演者も多く出演している。
この年から日本テレビ・中京テレビ・読売テレビ（ただし、受信できたのは東京都内・愛知県内・大阪府内の一部エリアに限定）においては地上波デジタル放送での放送がスタート。また、同年2月に放送機能が汐留・日本テレビタワーに移転した事に伴い、他の生番組同様に番組タイトルや提供クレジット等のCG・テロップが16:9サイズ（デジタルハイビジョン）で表示されるようになった他、日本武道館内のカメラ映像に限りハイビジョン撮影へと変更された。ただし、武道館以外の中継やVTRは当時ハイビジョン対応がまだ出来ていなかったものもあるため、デジタル放送で実際放送されたカメラ映像には左右に上から黄色いサイドパネル（英文の番組ロゴが並び、右下にはシンボルマーク）が被せられる擬似的なサイドカット放送が全編にわたり行われた。この対応は翌年も行われた。
なお、収録映像そのものはサイドカットされずにハイビジョンサイズのまま保管されており、後年に過去の24時間テレビを振り返る企画が放送される際にはハイビジョンサイズで当回の映像が放送される事がある。
この回をもって、開始当初から続いた番組参加局からの中継企画が終了。翌年は番組参加局から中継の参加局が縮小して、現在はエンディングの「サライ」のリレー合唱に留まる。

## 出演者

### 総合司会
- 徳光和夫
- 松本志のぶ（当時・日本テレビアナウンサー）

### メインパーソナリティー
- 嵐（松本潤・相葉雅紀・二宮和也・櫻井翔・大野智）

### サポーター
- 東山紀之
- オセロ（松嶋尚美・中島知子）
- 曙太郎
- 石塚英彦（ホンジャマカ）

### チャリティーマラソンランナー
- 杉田かおる

## 企画・コーナー

### タイムテーブル
| 時間         | コーナー名                                                                                         |
| ------------ | -------------------------------------------------------------------------------------------------- |
| 21日 19:45 - | オープニング                                                                                       |
| 21日 20:36 - | ホームベースまで歩きたい!ヤンキース松井がくれた勇気                                                |
| 21日 21:20 - | 24時間テレビドラマスペシャル『父の海、僕の空』                                                     |
| 21日 23:20 - | HOT HIT 100 夢をあたえてくれたこの1曲                                                              |
| 22日 2:31 -  | アナタ自身が私の夢 若手芸人100組!!大集合 オレのNo.1憧れ芸人はどんな人?～超ゲキ熱ぃ真夏の大勉強会!! |
| 22日 5:30 -  | |
| 22日 6:45 -  | NNNニュース                                                                                        |
| 22日 6:57 -  | 曙太郎も応援!双子の兄弟が障害乗り越え40キロ川下りに挑戦                                            |
| 22日 7:49 -  | ひとりでおウチへ帰ろう!全盲少女 初めての挑戦                                                       |
| 22日 8:17 -  | ハンディキャップに負けないゾ!音楽がやりたい!～ハンドベル編                                         |
| 22日 9:53 -  | 音楽がやりたい!和太鼓編                                                                            |
| 22日 11:25 - | 音楽がやりたい!ダンス編                                                                            |
| 22日 11:51 - | 義足の少年がリベンジ!ニュージーランド大氷河に挑む                                                  |
| 22日 12:43 - | Qちゃんとかわした約束 自閉症の少年が最後のレースで…                                                |
| 22日 14:30 - | 熱帯雨林をすくえ!平山あや涙 マングローブ植林どろんこ体験記                                         |
| 22日 15:02 - | 音楽がやりたい!歌編                                                                                |
| 22日 16:59 - | 音楽がやりたい!ピアノ編                                                                            |
| 22日 17:10 - | IKKOの人生を変えた恩人                                                                             |
| 22日 17:39 - | チャリティー笑点                                                                                   |
| 22日 17:55 - | 精一杯生きたよね!秋ちゃん～あれから5年歩み始めた父と母                                             |
| 22日 18:54 - | 音楽がやりたい!スーパーメドレー                                                                    |
| 22日 19:09 - | トライアスロン ゴール                                                                              |
| 22日 20:44 - | グランドフィナーレ                                                                                 |

## スタッフ
- 構成：川上伸一 / 岩瀬理恵子、さだ、佐藤かんじ、城啓介、関根清貴、高橋亜子、田代裕、ヒロハラノブヒコ、桝本壮志、町山広美、村上知行、山西伸彦

日本武道館
- - テクニカルマネージャー：貫井克次郎、勝見明久、福王寺貴之
  - テクニカルプロデューサー：吉田亘
  - テクニカルディレクター：小椋敏宏
  - スイッチャー：望月達史、安藤康一、小林宏義、滝沢壮治
  - カメラ︰工藤恂児、木村博靖、大庭茂嗣、清野理、米田博之、荻野高康、高野信彦、茅野竜徳、吉田健治、鈴木健司、佐藤裕司、木藤和久、鈴木善一、山内剛、渡辺浩、北折雅人、松嶋賢一、日向野崇、高田憲一、福田伸一郎、赤澤知弘、内海秀樹
  - 音声︰加賀金重郎、高木哲郎、清水秀明、岩崎廉、笹川秀男、三橋浩司
  - 調整︰杉本裕治、神田洋介、飯島章夫、小澤郁彌、鈴木雄仁、島村隆宏、三崎美貴、尾山直樹
  - 照明：関仁、山本智浩
  - 総合美術プロデューサー：中原晃一
  - 美術デザイナー：塚越千恵、久保玲子
  - 装置︰福岡秀雄
  - オブジェ：四ノ宮克成
  - 電飾︰岩井直樹
  - アクリル装飾︰高木慶太
  - 装飾︰高野泰人
  - 特殊効果︰栗原寛享
  - メイク︰村上静子
  - マルチモニターSWディレクター：天野雅洋、星野隆夫、松浦健太郎
  - アシスタントディレクター：橋本隆、比嘉智樹
  - TK・DSS：中村ひろ子、井﨑綾子、矢島由紀子、大岡伸江、桜井えみこ、北須賀恵美、長谷川和美、田中彩、山際慎子、橋本美幸
  - コーディネーター：内藤智子、渡辺義人、福田浩一郎、小原知佐子
  - ステージング：土居甫
  - オーディオコーディネーター：鳥飼弘昌
  - 編曲：永作幸男、しかたたかし / たかしまあきひこ
  - 演奏：ガッシュアウト、岡本章生とゲイスターズ、東京音楽事務所
  - 手話コーラス隊：愛の小鳩事業団 手話コーラス部
  - コーラス：日本テレビタレントセンター / ミュージッククリエイション、フィジー
  - 歌唱指導：橋本賀代子
  - アシスタント：日本テレビイベントコンパニオン
  - フロアディレクター：舟澤謙二、長谷川賢一、杉岡士朗、氣賀澤宏隆、高橋康之、鈴木豊人、平野進、鈴木淳一、佐々竜太郎、那須太輔
  - 演出：川邊昭宏
  - ディレクター：江成真二、徳永清孝、今井大輔、環真吾

あなたの夢は私の夢
- - 音効：吉田比呂樹
  - ディレクター：長谷川九実子、川本賢一郎、持田順也、川崎文平、佐谷直子、大澤葉子
  - プロデューサー：和田隆、小島俊一、井上啓子、小川潔
  - 演出：鴨井義明

FAX
- - ディレクター：藤村利晴、栗栖政文、宮部智泰、芝崎孝雄、下田和則、栗原憲也、田宮亜紀子、佐藤祐史、千田都
  - プロデューサー：森下泰男
  - 演出：石村修司

めざせ2004枚スマイル写真館
- - ディレクター：大内勝、河本智文、山本拓央、小元肇
  - アシスタントプロデューサー：笹生信乃偲
  - プロデューサー：大越理央、藤井秀人

HOT HIT 100夢をあたえてくれたこの1曲
- - スイッチャー：江村多加司
  - カメラ：水梨潤
  - 音声：村上正、木本文子
  - 照明：阿部権治
  - 調整：三山隆浩
  - クレーン：中村将直
  - 音効：佐藤裕二
  - 音楽：多田暁、Osha-B.Tock
  - 協力：Lavca
  - PA：藤原靖久
  - TK：坂本幸子、春日千佳子、岸波明子
  - 美術プロデューサー：林健一
  - 美術デザイナー：道勧英樹
  - 装置：岩田有立
  - 装飾：吉田浩
  - 電飾：上野厚子、浅野辰也
  - 特殊効果：内山栄一
  - 持道具：吉田美樹
  - 衣裳：須崎美和
  - 結髪：菊池美抄
  - メイク：勝山美恵
  - デスク：濱村吏加
  - ディレクター：佐藤正樹、毛利忍、南波昌人、前田直敬、浪岡厚生、藤原耕治、福島伸次郎、井上芳朗、佐々木俊勝、有元厚二
  - プロデューサー：森下典子
  - アシスタントプロデューサー：棚橋砂予
  - プロデューサー・演出：三枝孝臣

ぐぇっ!オレのNo.1憧れ芸人はどんな人?大ガリ勉会!!
- - テクニカルディレクター：今井正
  - スイッチャー：高梨正利
  - MIXER：三石敏生
  - カメラ：山田祐一
  - 調整：佐久間治雄
  - VTR：服部博
  - 照明：内藤晋
  - 美術プロデューサー：高津光一郎
  - 装置：小笠英樹
  - 装飾：後藤隆彦
  - 電飾：小澤偉知行
  - 運営ディレクター：後藤範之
  - アシスタントプロデューサー：渡部祐一
  - TK：西岡八生子
  - ディレクター：藤森和彦、笠原裕、三浦佳憲、石田直人
  - 演出：チャーリー小林、柳岡秀一、白野勝敏
  - プロデューサー：小山伸一

めざせ!武道館一流芸人への道
- - テクニカルディレクター：小峰祐司
  - スイッチャー：村田陸彦
  - カメラ：岩倉康宏、大谷アグリ、小鮒広樹
  - 調整：小沢俊博
  - MIXER：木村宏志
  - 音声：大場悟、伊藤義典、芦田沙織
  - 美術デザイナー：田中淳子
  - 装置：品田昌則
  - 中継ディレクター：当麻康夫
  - ディレクター：小峰潔貴、宮本哲也、竹山耕太郎
  - プロデューサー：細工忠晴
  - 演出：宮本誠臣

日本列島 ダーツの旅的1億人インタビュー あなたの夢は…
- - ディレクター：小松原正勝、飯沼誠、田辺繁郎、元木秀和、竹内隆徳、満冨洋隆、森田隆行
  - プロデューサー：江尻直孝

ホームベースまで歩きたい!ヤンキース松井がくれた勇気
- - カメラ：西村陽一郎
  - 協力：ニューヨークヤンキース
  - ディレクター：上野俊朗
  - プロデューサー：近澤駿

Qちゃんとかわした約束 自閉症の少年が奇跡を起こした…
- - 音効：鈴木勉
  - ディレクター：並木哲也
  - プロデューサー：小幡英司、菊澤敬一

義足の少年がリベンジ!ニュージーランド大氷河に挑む
- - 技術：金城雅一、鈴木秀俊
  - 技術(ニュージーランド)：金昇鎮
  - コーディネーター(ニュージーランド)：新井英昭、キャメロンべネット
  - ディレクター：荒久田畦史、升田久美
  - プロデューサー：行方久司

日本列島 モノにも夢を!
- - ディレクター：上野真二、中山大輔
  - プロデューサー：千葉知紀

なっちも一緒だよ!7人の小学校 最後の夏休み最後にみんなで…
- - テクニカルディレクター：大沢均
  - スイッチャー：大久保正彦
  - カメラ：佐藤幸治
  - 音声：鈴木孝治
  - 調整：野内清
  - 照明：松本亘
  - コーディネーター：西谷政仁
  - ディレクター：松山和久、杉本憲隆、鈴木孝弥
  - アシスタントプロデューサー：菅原由芳
  - 演出：三上絵里子
  - 総合プロデューサー：竹内尊実
  - プロデューサー：金山薫子

東銀座日産本社ギャラリー
- - 特別協賛：日産自動車
  - テクニカルディレクター：山根寿彦
  - スイッチャー：吉川均
  - カメラ：諏訪勝
  - 音声：萩野谷直樹
  - 照明：中瀬有紀
  - ディレクター：河野雄平、廣瀬由紀子、鈴木信行
  - アシスタントプロデューサー：大東徹也
  - プロデューサー：東山将之、河村奈美

笑点
- - 照明：蜂谷道雄
  - スイッチャー：宮崎和久
  - カメラ：田代義昭
  - 美術デザイナー：磯村英俊
  - 装置：峰崎俊輔
  - 装飾：丸山善之
  - 衣裳：佐々木皖子
  - メイク：村元希久子
  - ディレクター：大畑仁
  - プロデューサー：鈴木雅人、飯田達哉、中野留理子

告知
- - ディレクター：服部完英、今村峰子、清野美紀、相澤恵利子

平山あや マングローブ植林どろんこ体験記
- - カメラ：山本啓太
  - 編集：松尾大介
  - MA：青木伸次
  - 調整：廣瀬あかり
  - コーディネート：渡辺正人
  - リサーチ：橋口知恵子
  - ディレクター：加賀谷健吾
  - 武道館プロデューサー：荻原伸之
  - プロデューサー：高島良子

精一杯生きたよね!秋ちゃん～あれから5年歩み始めた父と母
- - カメラ：川口勝仁
  - 音声：石上正治
  - ディレクター：平山建司、高石明彦
  - 進行：村田正樹
  - プロデューサー：宮木宣嗣、天笠ひろ美

ひとりでおウチへ帰ろう!全盲少女 初めての挑戦
- - カメラ：津村和比古、小林聡
  - 編集：増田マリコ
  - 音効：石橋裕司
  - 演出：小川原康容子
  - ディレクター：名西秀徳

ハンディキャップに負けないゾ!音楽がやりたい!
- - 出演者アテンド：光岡裕子、柏木美宏、古城戸利香
  - 制作進行：橋本和明
  - 音効：大谷敏夫
  - 演奏アドバイザー：斎藤みさ子
  - ディレクター：渡邊政次、原司、新井秀和、大野光浩、杉田文彦、神山祐人、土居瑞子、峰添忠、岩本雅直
  - プロデューサー：脇山浩一、橋本健司、中川幸美、小塩佳宏
  - 演出：中谷聡、三浦伸介

チャリティースターター
- - ディレクター：小林英丘

曙太郎も応援!双子の兄弟が障害乗り越え40キロ川下りに挑戦
- - テクニカルディレクター：松岡茂、森本康弘、西岡清二
  - カメラ：細川健司、池上浩
  - 協力：後藤広充、原理恵
  - 装置：渡辺次郎
  - 制作協力：西日本放送、四国放送、南海放送、四国東通、四国航空、四国テレビ舞台照明、キッド、YMO
  - 制作進行：梅村麻希
  - ディレクター：水上啓、成田理、塚田秋春、中川義規、古武直城、山川卓也、成家理恵、加納成人、越智義久、福田耕、中嶋淳介
  - プロデューサー：有田泰紀、加藤晋也、永原啓一、竹下誠一

事故から10ヶ月未来をひらけ!決意の車いすトライアスロン
- - テクニカルディレクター：楠元英一
  - 映像プラン：江頭恭二
  - カメラ：伊藤秀雄
  - 音声プラン：辻直哉
  - 連絡線：野田竜矢
  - ポイントTD：本田達昭、古庄剛、入江浩文、石濱浩司、井ノ口彰樹、隅元久、北村寿雄、大塚英詞
  - 美術デザイナー：本田恵子
  - 装置：東谷武文、西日本シミズ
  - 協力：サクラスイミング、アクセスインターナショナル、東京都多摩障害者スポーツセンター、国立身体障害者リハビリテーションセンター、東京都障害者総合スポーツセンター、天草フィルム・コミッション、本渡市、五和町、苓北町、三角海上保安部、熊本県警察本部、本渡警察署、バラエティクラブジャパン、丸石自転車株式会社、JAMIS、東園自動車教習所、ケン・コーポレーション、サウンド九州
  - 指導：福元寿夫
  - S1コーディネーション：大朏禎久
  - アシスタントディレクター：内山陽子、斉藤篤史、河野文子
  - ディレクター：中澤洋貴、長瀬久司、笠原保志、富永芳宏、真木健一郎、本間千映子、六車長治、川久保貴之、内田潔、平野真一、伊藤寛昭、木下昌洋、春野光紀、平川由紀子
  - プロデューサー：竹村薫
  - 演出：瓜生健、米澤敏克

杉田かおる100㎞マラソン
- - テクニカルディレクター：山本聡一、田村好彦、夏越一徳、高橋一徳、大槻喜洋
  - スイッチャー：三沢津代志
  - 調整：小野敏之
  - 照明：小笠原雅登
  - カメラ：石渡裕二、石橋孝雄、高橋尚志
  - 音声：梅沢一樹、宮木毅、大浦政宣
  - ヘリコプター：佐藤幸一郎、斉藤純一
  - ENG：松丸明夫
  - ドライバー：丸山哲幹、尾崎健一
  - 美術デザイナー：近藤純子
  - 装置：田村佳久
  - 電飾：栗城博行
  - 特殊効果：大宮敏明
  - GPS：前川泰徳
  - CVセンター：遠山広
  - マラソンコーディネーター：坂本雄次、村嶋芳樹、中川修一
  - 制作進行：石井希和、田口美和子
  - コーディネーター：田辺渉
  - ディレクター：小川明人、岩佐直樹、高野透矢、閑和明、石野浩史、馬杉光
  - プロデューサー：北條伸樹、糸井聖一、川邊哲也、阿河朋子
  - プロデューサー・演出：中村博行
- 広報：梶原美緒、一杉早智
- リサーチ：野村直子、今別府亮、入江規允、土屋宏明
- 音楽効果：小川彦一、村上義行、金沢裕一、吉田茂、宮川素子、橋本いずみ
- VTR︰星野正樹、宮里憲和
- SDC・SOC︰石渡敏幸、安藤茂之、遠藤哲
- CVセンター︰片桐恵子、佐藤多恵
- マスター︰中鉢加奈子、夏目充博、長南聡子、木田哲治
- 放送進行：鈴木啓祐、戸田聖一郎、田中敦子、古内さつき
- 回線ブッキング︰秋元悠子、飯地浩美、千葉信一郎
- 電話回線設備︰山崎行雄、尾崎延雄、浅川彦四郎、近藤鉄夫
- 編成：松原正典、薗田恭子、櫻井学
- 営業：手柴英斗、荻野健
- CM進行：倉橋佳子、水野葉子、定松亜紀
- 技術協力：日本テレビアート、NTV映像センター、日本テレビビデオ、コスモ・スペース、タムコ、共立、バンセイ、千代田ビデオ、朝日航洋、田中電気、日本有線テレビ、ジャパンテレビ、明光セレクト、日放、東京音研、MIDGET、さがみエンヂニアリング、トムキャット、日本テレビワーク24、カスト、ヌーベルバーグ、三穂電機
- 制作協力：アガサス、安寿、いまじん、E・カンパニー、えすと、Fプロジェクト、NTV映像センター、5年D組、ZION、ザ・ワークス、CRネクサス、ZIPPY、創輝、TV.SION、ブームアップ、フォーミュレーション、フォルミカ、日企、日本テレビエンタープライズ、モスキート、ユニオン映画、ランナーズウェルネス、リュウ・エンタープライズ
- 「24時間テレビ」チャリティー委員会事務局：神成尚亮(事務局長) / 江間靖男、伊藤喜三郎、広沢みどり、三宅真実子、直塚弘二朗、中島尚子、中村友美、野村洋二 / 全国のボランティアの皆さん、ボランティア東京委員会、草の根チャリティーネットワーク
- 警備本部：松本正樹、小松伸生、高島修 / 奴賀正美

S1サブ放送本部
- - テクニカルプロデューサー：土屋隆、山口裕司
  - 調整：矢込宏敬、山口孝志、佐藤満、館野真也
  - 音声︰大越克人、鈴木詳司、小境健太郎、新名大作、酒井孝、吉田亘、山口直樹、勝又理行
  - スイッチャー：村松明、加賀屋博史、岩本茂
  - TK・DSS：居波初子、山沢啓子、長坂真由美、赤﨑洋子、田中あや、竹島祐子、山下裕子、丸山茜
  - UVコーディネーション：藤井純、菊地茂広、深井紀行、隂山昇生、吉田真紗記、中島聡子、長浜和久
  - マルチSW：高安彰、瀬霜猛夫
  - ノンリニア：小野元、大石健
  - 回線：小野隆史、池谷賢志、上田知洋
  - ディレクター：横山裕康、福井宏、伴在正行、大角誠
- 制作進行：川上トリオ、尾上直生、藤島繭美 / 東原祐子、斉藤寿
- エグゼクティブディレクター：神戸文彦
- プロデューサー：神蔵克 / 寺内壮、黒岩直樹、金田有浩、松本浩明、上田識喜、杉本光一朗、小島友行 / 後藤東
- 演出：三觜雅人、田中裕樹、瓜生健 / 小澤太郎、髙橋利之、納富隆治
- 総合演出：村上和彦
- チーフプロデューサー：髙橋正弘
- 制作：渡辺弘、柏木登、小湊義房、桜田和之
- 製作指揮：山根義紘
- 製作著作：日本テレビ